# Вишневская, Юлия Иосифовна
Ю́лия Ио́сифовна Вишне́вская (род. 16 января 1949, Москва, СССР) — советская поэтесса, публицистка, участница диссидентского движения в СССР, после эмиграции — сотрудница «Радио Свобода», журналистка и политолог.

## Биография
В 1964 году стала одним из основателей и участников литературного объединения СМОГ. Вместе с другими СМОГистами выступала с чтением своих стихов, а также включилась в диссидентскую деятельность: 14 апреля 1965 года участвовала в первой демонстрации смогистов у памятника Маяковскому, участвовала в организации «митинга гласности», состоявшегося 5 декабря того же года.
После этого подверглась принудительной госпитализации в ПБ им. Кащенко, где пробыла с декабря 1965 года до весны 1966 года. В 1966 году под давлением властей СМОГ прекратил существование.
В 1969 году подписала заявление в первую годовщину вторжения в ЧССР, поддерживала документы «Инициативной группы по защите прав человека в СССР». Выступала в защиту Анатолия Краснова-Левитина (1969), Андрея Амальрика (1970), Натальи Горбаневской (1970).
Утром 7 июля 1970 года была арестована у здания Мосгорсуда, где проходил суд над Натальей Горбаневской. 9 июля Вишневской было предъявлено обвинение по ст. 191 — сопротивление властям, а 10 июля утром её отправили в Бутырскую тюрьму. С июля по октябрь 1970 года содержалась в Бутырской тюрьме и Институте им. Сербского, затем а с марта по апрель 1971 года — вновь в ПБ им. Кащенко.
В 1971 году эмигрировала в Израиль. Затем жила в Германии, где в 1973—1994 годы работала сотрудницей Аналитического отдела Радио «Свобода» в Мюнхене.
Во время Перестройки несколько раз приезжала в Москву.
Живёт в Израиле, работает политологом и журналистом.